# 陈晏
陈晏（1963年8月—），江苏苏州人，汉族，中国共产党党员。中国人民大学计划经济系国民经济计划专业。中华人民共和国政治人物，曾任贵州省政协副主席、第十三届全国人民代表大会贵州省代表。

## 生平
2005至2015年历任贵州省发改委固定资产投资处处长，铜仁市副市长、贵州贵安新区开发投资有限公司董事长，铜仁市市委副书记、市长等职。
2017年至2021年，先后任贵阳市市委副书记，代理市长、市长等职务，2019年起还兼任贵州贵安新区党工委副书记、管委会主任。
2021年1月，补选为十二届贵州省政协副主席，成为副部级干部。
2018年，陈晏被选为贵州省出席第十三届全国人民代表大会代表。

## 落马
2024年3月25日，贵州省政协党组成员、副主席陈晏涉嫌严重违纪违法，接受中央纪委国家监委纪律审查和监察调查。10月11日，被开除党籍和公职，涉嫌犯罪问题移送检察机关。2025年2月，陈晏涉嫌受贿、滥用职权一案，由国家监察委员会调查终结，经最高人民检察院指定，由四川省成都市人民检察院向成都市中级人民法院提起公诉。